# Корункова, Надежда Николаевна
Надежда Николаевна Корункова (род. 1 ноября 1941, СССР) — советская и российская актриса театра и кино.

## Биография
Надежда Корункова родилась 1 ноября 1941 года. В 1963 году окончила Высшее театральное училище им. Б.В.Щукина (курс Л. М. Шихматова, на котором училась вместе с Михаилом Кокшёновым и Людмилой Чурсиной ). Играет в Малом театре (с 1 августа 1963 года).

## Фильмография
1. 1964 — Товарищ Арсений — Аграфена Васильевна Николаева
2. 1973 — Инженер
3. 1974 — Отцы и дети — Фенечка
4. 1973 — В одном микрорайоне (фильм-спектакль) — Катя Мосолова, жена Васи
5. 1976 — Униженные и оскорбленные — Маслобоева
6. 1977 — Любовь Яровая — матушка
7. 1979 — Русские люди — Шура
8. 1981 — Беседы при ясной луне — Валя
9. 1991 — Ночь игуаны — фрау Фаренкопф
10. 2001 — Семейные тайны — эпизод